# 翁家小楽
翁家 小楽（おきなや こらく）は、太神楽曲芸師の名跡。
1. 初代翁家小楽 - 後∶宝家楽翁
2. 二代目翁家小楽 - 宝家楽翁の戦死した長男
3. 三代目翁家小楽 - 後∶三代目翁家和楽
4. 四代目翁家小楽 - 本項にて記述

四代目 翁家 小楽（おきなや こらく、1944年〈昭和19年〉3月18日 - 2024年〈令和6年〉2月5日）は、太神楽曲芸師。本名∶石井 慶一。太神楽曲芸協会副会長。

## 経歴
- 1952年（昭和27年）∶父・二代目翁家和楽に入門[1]。
- 1958年（昭和33年）∶四代目翁家小楽を襲名[1]。
- 1963年（昭和38年）∶翁家トリオに加入[1]。
- 1978年（昭和53年）∶芸術祭優秀賞受賞[1]。
- 1982年（昭和57年）
  - 翁家トリオ解散[1]。
  - 兄である三代目翁家和楽とコンビ結成[1]。
- 2014年（平成26年）∶翁家社中結成。
- 2024年（令和6年）2月5日、死去。79歳没。生前最後の高座出演は2018年1月30日の鈴本演芸場であった[2]。